# Oudnoords
Oudnoords is de generieke term die gebruikt wordt om de Scandinavische taal vanaf de vroege middeleeuwen mee aan te duiden. Het is een Germaanse taal die vanaf de 8e eeuw tot ongeveer het jaar 1350 in de Scandinavische landen inclusief IJsland, Groenland, Shetland, Faeröereilanden en andere eilanden in het westelijke zeegebied werd gesproken; dus gedurende de Vikingtijd en daarna. De voorloper van het Oudnoords is het Oernoords. De Oernoordse periode wordt gerekend tot ongeveer 700. Omstreeks deze tijd ondergaat het Oernoords drastische veranderingen in de zogenaamde Syncopische Periode, en de Oudnoordse taal ontstaat. Ongeveer gelijktijdig met de Zwarte Dood verdwijnt het Oudnoords in Scandinavië, maar blijft op IJsland voortbestaan. Na 1350 wordt de taal die in Noorwegen gesproken werd, Middelnoors genoemd. De Middelnoorse periode wordt tot ongeveer 1550 gerekend.
Na de Reformatie wordt de Noorse taal dan Nieuwnoors genoemd, en deze taal bleef tot op heden bewaard.
Het uitsterven van de Oudnoordse taal in Scandinavië is gekenmerkt door het verlies van grammatische morfologie, dat wil zeggen buigingsvormen, en de opname van veel Nederduitse termen. Hetzelfde fenomeen van grammatische vereenvoudiging ziet men ook als men het Nederlands met het Duits vergelijkt.

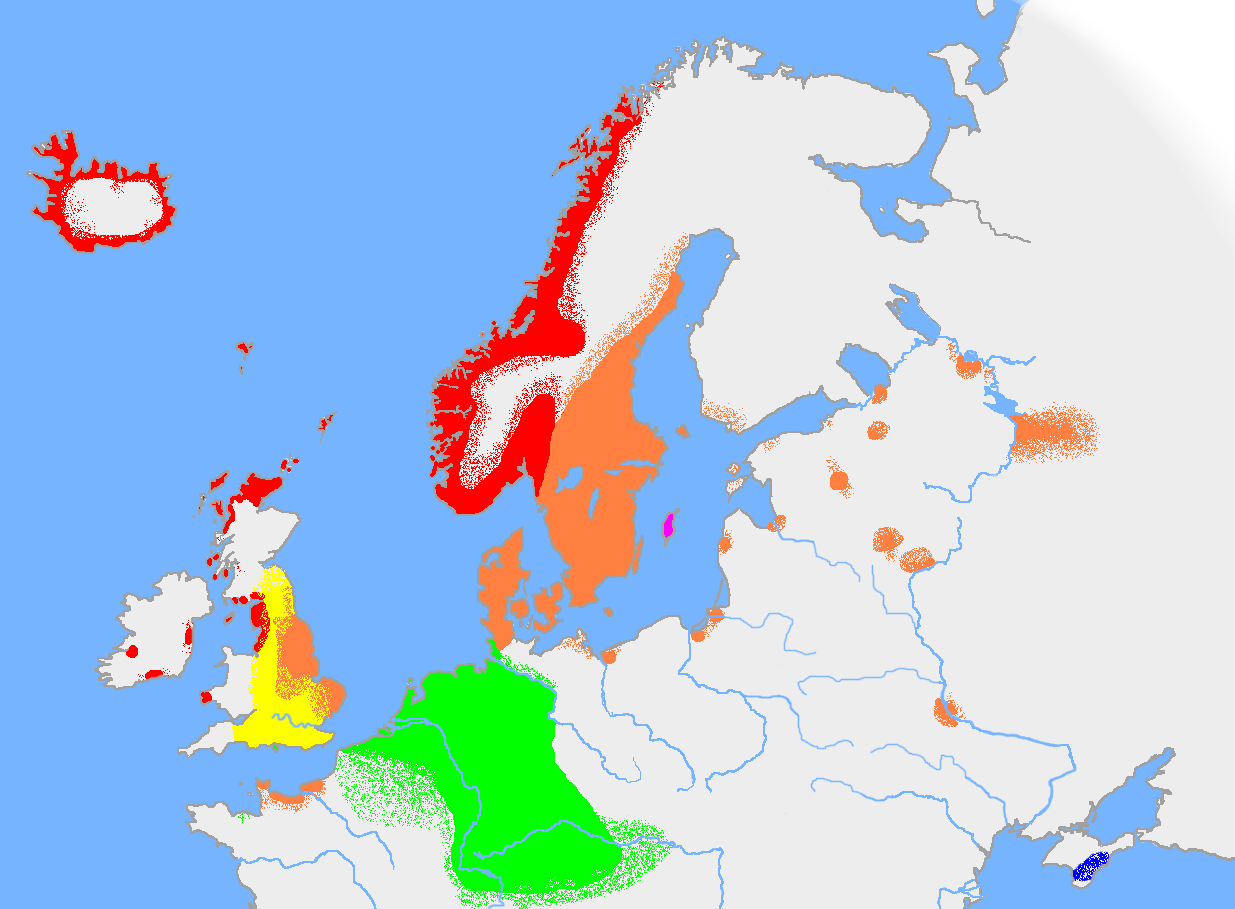
Verspreiding van het Oudnoords en andere Germaanse talen rond 900.
Oudwestnoords
Oudoostnoords
Oudgutnisch
Oudengels
Krim-Gotisch
Andere Germaanse talen, o.a. Oudsaksisch, Oudfries en Oudfrankisch

Het Oudnoords wordt onderverdeeld in een Oudwestnoords en een Oudoostnoords dialectgebied. Uit het Oudwestnoords zijn het huidige IJslands, Faeröers en Noors ontstaan. Uit het Oudoostnoords ontwikkelden zich het huidige Deens en Zweeds.
Veel van de belangrijkste middeleeuwse literaire werken uit IJsland en Scandinavië (zoals de Edda's en saga's) zijn in het Oudnoords geschreven, evenals de uit deze periode stammende Scandinavische runeninscripties. Het Oudnoords werd dus zowel in Latijns schrift geschreven, als met runen.
In de 8e eeuw drong het Oudnoords door met de komst van de Vikingen in Noord- en West-Schotland en vooral op de eilanden van de Westelijke Oceaan, uiteindelijk helemaal tot Groenland. Op de Shetland- en Orkney-eilanden werd deze taal Norn genoemd. Dit Norn bleef daar in gebruik tot de 16e-17e eeuw, toen het verdrongen werd door het Gaelic. Maar vergeleken met Schotland is er op de eilanden het meest van overgebleven.
Ten gevolge van het Deense bewind in Engeland (zie Danelaw) heeft het Oudnoords ook een merkbare invloed op het Engels gehad, waarin veel woorden voorkomen die eraan ontleend zijn. Het Faeröers en het IJslands zijn thans de enige gebieden buiten Scandinavië waar de Oudnoordse taal behouden bleef. En alhoewel deze twee talen onderling verschillen, vooral wat de uitspraak betreft, liggen zij in vergelijking met de Scandinavische talen nog redelijk dicht bij het oorspronkelijke Oudnoords.

## Geschreven alfabet
Aangezien het Oudijslands de voornaamste Oudnoordse taal is, kan het alfabet daarvan hier als representatief worden beschouwd. De andere talen wijken er niet wezenlijk van af.
De grafische inventaris van het genormaliseerde Oudijslands bestaat uit de volgende tekens:
- Korte vocalen: <a e i o u y ø ǫ>
- Lange vocalen: <á é í ó ú ý æ œ>
- Diftongen: <au ei ey>
- Consonanten: <d ð b f g h j k l m n p r s t v x z þ> 
 <ð> staat voor "stemhebbende th" zoals in Eng. mother 
 <þ> voor "stemloze th" zoals Eng. thing
 <x> geeft de foneemvolgorde /ks/ weer.
 <z> kan voor foneemvolgorden /ts/, /ds/, /ðs/ en /þs/ staan.

Het betreft een "fonologisch vlak" schrijfsysteem.
De originele middeleeuwse Oudnoordse manuscripten voldeden echter niet aan vaste normen wat orthografische conventies betreft. Men vindt er dus erg veel variaties. In de 19e eeuw zijn de taalkundigen die de Oudnoordse taal onderzochten het min of meer eens geworden over een norm die met bovenstaande geluidsweergave overeenkomt en die sterk door het moderne IJslands beïnvloed werd. Deze norm wordt dan gebruikt bij het restitueren van de oude handschriften wanneer deze opnieuw worden uitgegeven. Oudnoordse woordenboeken maken dan gebruik van deze norm (of schrijfconventie). Bij nieuwe uitgaven spreekt men dan van "genormaliseerde" teksten.

## Fonetiek
Vocalen:
|                | Voorin     | Voorin   | Voorin   | Voorin      | Achterin   | Achterin | Achterin | Achterin   |
| -------------- | ---------- | -------- | -------- | ----------- | ---------- | -------- | -------- | ---------- |
| onafgerond     | onafgerond | afgerond | afgerond | onafgerond  | onafgerond | afgerond | afgerond |            |
| kort           | lang       | kort     | lang     | kort        | lang       | kort     | lang     |            |
| Gesloten       |            | <í> [i:] |          | <ý> [y:]    |            |          |          | <ú> [u:]   |
| Bijna gesloten | <i> [ɪ]    |          | <y> [ʏ]  |             |            |          | <u> [ʊ]  |            |
| Halfgesloten   |            | <é> [e:] |          | <œ, ǿ> [ø:] |            |          |          | <ó> [o:]   |
| Halfopen       | <e> [ɛ]    | <æ> [ɛ:] | <ø> [œ]  |             |            |          | <o> [ɔ]  |            |
| Open           |            |          |          |             | <a> [ɑ]    | <a> [ɑ:] | <ǫ> [ɒ]  | (<ǫ́> [ɒ:]) |

Diftongen:
<au> [ɒʊ̯]
<ei> [ɛɪ̯]
<ey> [œʏ̯]
Consonanten:
|               | Bilabiaal   | Bilabiaal | Labiodentaal | Labiodentaal | Dentaal     | Dentaal  | Alveolaar   | Alveolaar | Palataal    | Palataal | Velaar      | Velaar    | Laryngaal |
| ------------- | ----------- | --------- | ------------ | ------------ | ----------- | -------- | ----------- | --------- | ----------- | -------- | ----------- | --------- | --------- |
| stemloos      | stemhebbend | stemloos  | stemhebbend  | stemloos     | stemhebbend | stemloos | stemhebbend | stemloos  | stemhebbend | stemloos | stemhebbend | stemloos  |           |
| Plofklank     | <p> [p⁽ʰ⁾]  | <b> [b] 1 |              |              |             |          | <t> [t⁽ʰ⁾]  | <d> [d] 1 |             |          | <k> [k⁽ʰ⁾]  | <g> [g] 1 |           |
| Wrijfklank    |             |           | <f> [f]      | <f> [v] 2    | <s> [s]     |          | <þ> [θ]     | <ð> [ð] 2 |             |          |             | <g> [ɣ] 2 |           |
| Approximanten | <hv> [ʍ]    | <v> [w]   |              |              |             |          |             |           | <hj> [ç]    | <j> [j]  |             |           | <h> [h]   |
| Nasaal        |             | <m> [m]   |              |              |             |          | <hl> [n̥]    | <n> [n]   |             |          |             | <n> [ŋ]   |           |
| Lateraal      |             |           |              |              |             |          | <hl> [l̥]    | <l> [l]   |             |          |             |           |           |
| Tril          |             |           |              |              |             |          | <hr> [r̥]    | <r> [r]   |             |          |             |           |           |

- 1 Als beginklank, na een consonant of verdubbeld na een vocaal.
- 2 In middenklank voor een vocaal.